# Raketenpanzerbüchse Panzerschreck
Raketenpanzerbüchse Panzerschreck – niemiecki rakietowy granatnik przeciwpancerny z okresu II wojny światowej.
Panzerschreck stanowił duży postęp w stosunku do Panzerfausta. Jego budowa była bardziej skomplikowana i droższa, jednak rekompensowane było to przez większy zasięg i lepszą celność, a także przez możliwość wielokrotnego użycia. Panzerschrecki skonstruowano na podstawie amerykańskiej wyrzutni Bazooka o bardzo podobnej budowie, zdobytej przez Niemców w Afryce Północnej; według innych źródeł pierwszą bazookę zdobyto na froncie wschodnim, gdzie do Armii Czerwonej trafiła w ramach programu „Lend-Lease”. Niemcy zachowując ideę, powiększyli jednak broń, stosując znacznie skuteczniejsze pociski większego kalibru.
Wyrzutnię wielorazowego użytku stanowiła stalowa rura, nazywana przez żołnierzy Ofenrohr („rura piecowa”), gdyż bardzo przypominała komin od popularnego polowego piecyka (tak zwanej kozy), a ponadto przy strzale wytwarzała chmurę dymu. Pocisk rakietowy ładowano od tyłu wyrzutni. W modelach RPzB 54 i RPzB 54/1 zastosowano płytę pancerną (o wymiarach 36 × 47 cm) chroniącą żołnierza przed gazami i pyłem, które wydobywały się z pocisku w czasie strzału. Pocisk kalibru 88 mm, z własnym ładunkiem miotającym w tylnej części, odpalany był za pomocą umieszczonej w rękojeści prądnicy, wytwarzającej impuls elektryczny podczas ściśnięcia jej dłonią. Donośność broni wynosiła 150 metrów, jednakże powyżej 100 metrów szansa trafienia była nikła.
Poważną wadą Panzerschrecka były duże rozmiary tej broni (udało się je ograniczyć w wersji RPzB 54/1). Z braku odpowiedniej liczby armat przeciwpancernych w obliczu rosnącej potęgi pancernej państw alianckich, Panzerschrecki z powodzeniem je zastępowały w walce na bliskim dystansie, wchodząc od wiosny 1944 r. na wyposażenie kompanii przeciwpancernych niemieckich pułków piechoty (na początku każdy pułk miał posiadać ich 36, a później już 54 i 18 w rezerwie).
Wersja wyrzutni Panzerschreck została także zaadaptowana w II połowie 1944 roku jako broń lotnicza do ataków szturmowych. 12 takich wyrzutni w wiązkach po trzy przenosił pod skrzydłami samolot Fw 190F-8. Używane były w listopadzie 1944 roku nad Kurlandią.
Na początku powstania warszawskiego w szkole przy ulicy Woronicza na Mokotowie zdobyto około 180 pocisków, a tydzień później samego Panzerschrecka. Według zdobytego wzoru skopiowano w powstańczych warsztatach co najmniej kilkanaście wyrzutni, co znacznie podniosło skromne przeciwpancerne wyposażenie Mokotowa.

## Galeria

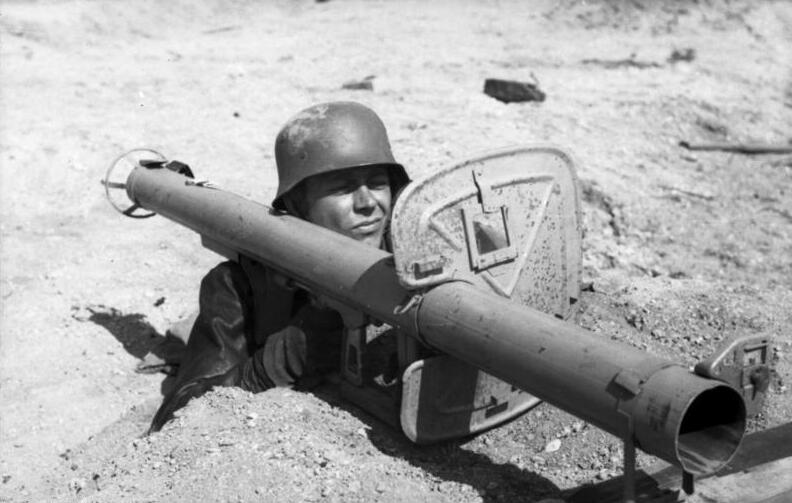
Widoczna charakterystyczna płyta chroniąca przed gazami wylotowymi
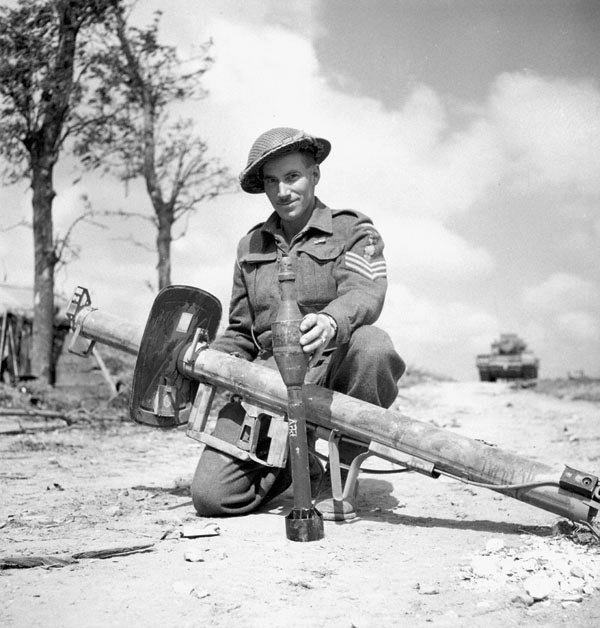
Żołnierz kanadyjski prezentuje egzemplarz Panzerschrecka wraz z pociskiem rakietowym
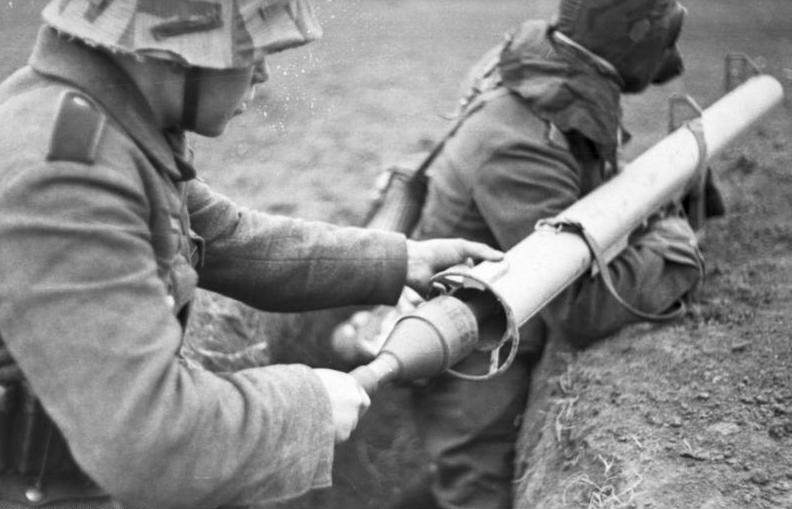
Ładowanie Panzerschrecka
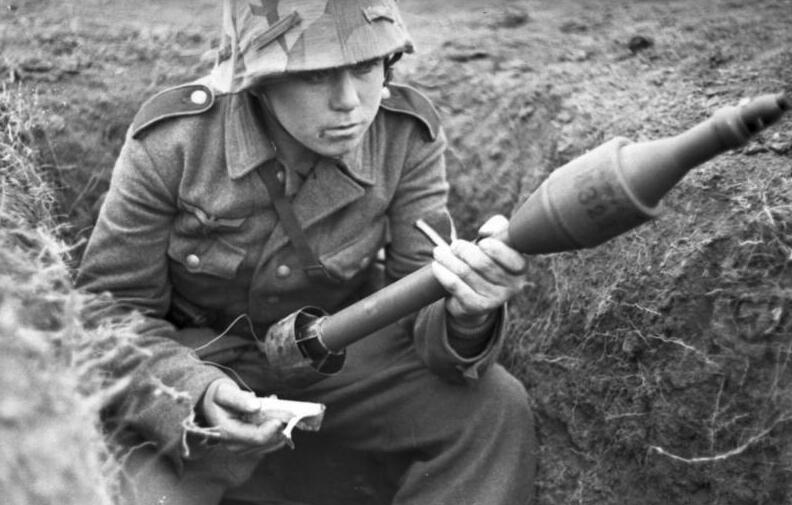
Pocisk rakietowy do Panzerschrecka